# New Knoxville (Ohio)
New Knoxville es una villa ubicada en el condado de Auglaize en el estado estadounidense de Ohio. En el Censo de 2010, tenía una población de 879 habitantes, y una densidad poblacional de 383,48 hab./km² (habitantes por kilómetro cuadrado).

## Geografía
New Knoxville se encuentra ubicada en las coordenadas 40°29′39″N 84°18′59″O / 40.49417, -84.31639. Según la Oficina del Censo de los Estados Unidos, New Knoxville tiene una superficie total de 2.29 km² (kilómetros cuadrados); de la cual, 2.29 km² corresponden a tierra firme y (0 %) 0 km² es agua.

## Demografía
Según el censo de 2010, había 879 personas residiendo en New Knoxville. La densidad de población era de 383,48 hab./km² (habitantes por kilómetro cuadrado). De los 879 habitantes, New Knoxville estaba compuesto por un 98.63 % de blancos, un 0 % de negros, un 0.34 % de amerindios, un 0 % de asiáticos, un 0% de isleños del Pacífico, un 0.34 % de otras razas, y un 0.68 % de dos o más razas. Del total de la población, el 1.25 % eran hispanos o latinos de cualquier raza.